# Horas

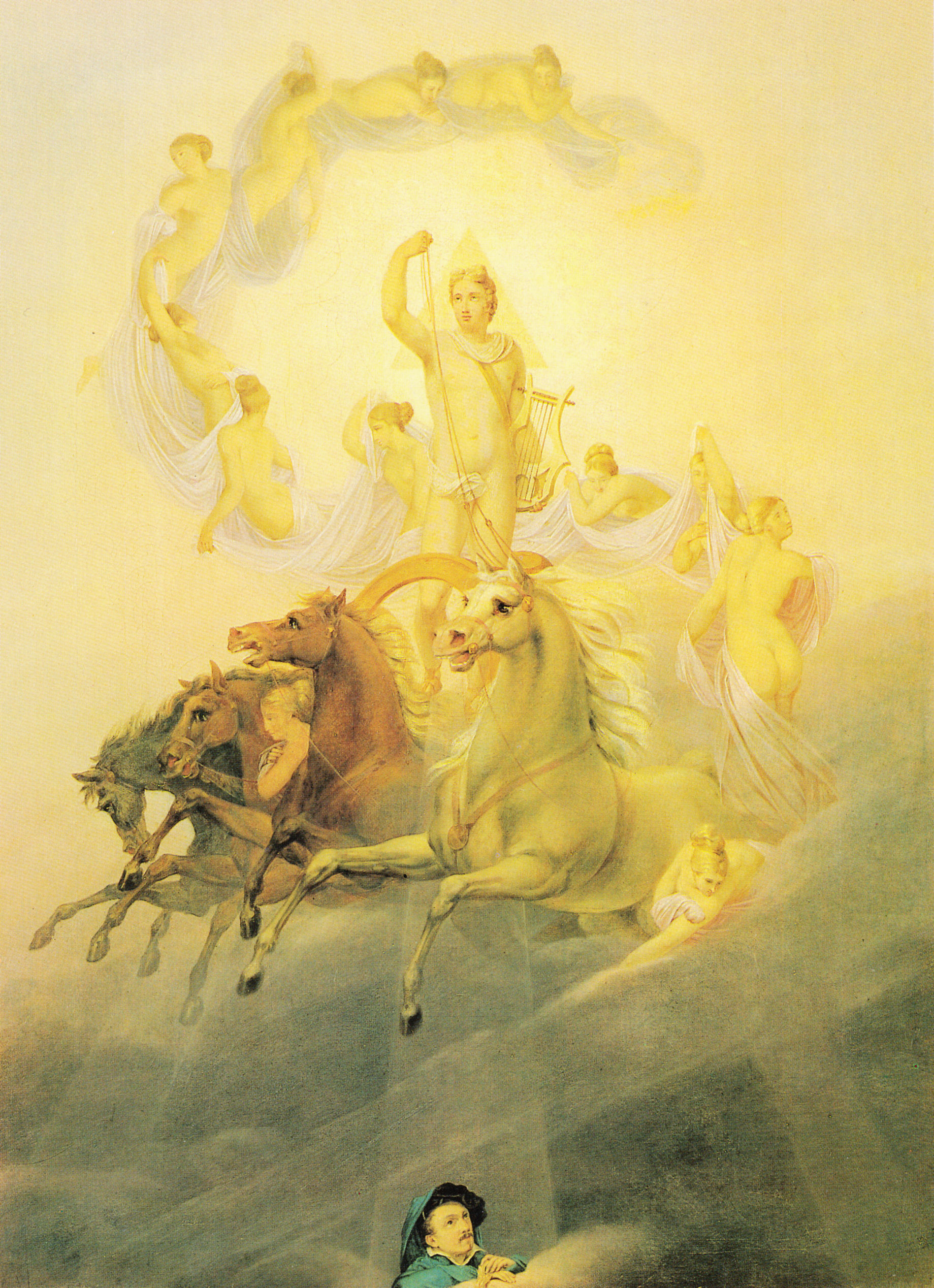
Las Horas rodeando a Apolo, Georg Friedrich Kersting, 1822.

En la mitología griega, las Horas (en griego, Ὧραι; en latín, Horae, esto es, «Estaciones») eran originalmente las personificaciones o diosas del orden de la naturaleza y de las estaciones, si bien posteriormente fueron consideradas como diosas del orden en general y de la justicia. Suelen, pues, distinguirse dos «generaciones» principales.
A las Horas, y ya desde Hesíodo, se las suele considerar hijas de Zeus y Temis. En las fuentes tardías aparecen descritas como hijas de Helios y Selene, astros que marcan el paso del tiempo; o bien «las hijas del Tiempo, las doce Horas circulares, acompañan como sirvientas al brillante carro de Helios».

## Consideraciones generales
En las obras de Homero, donde no se menciona a sus padres ni su número, las Horas son las divinidades olímpicas del clima y las ministras de Zeus, y como tales vigilan las puertas del Olimpo y fomentan la fertilidad en la tierra, al enviar diversas climatologías sobre ella. Como el clima, en un sentido general, se regula según las estaciones, las Horas son también descritas como diosas de las estaciones, es decir, las fases regulares bajo las que la propia naturaleza se manifiesta. Son amables y benevolentes, trayendo a dioses y hombres muchas cosas buenas y deseables. Sin embargo, como es Zeus quien tiene el poder de reunir y dispersar las nubes, las Horas son en realidad sólo sus ministras, y algunas veces también las de Hera.
Bajo diferentes circunstancias, los hombres consideran el paso del tiempo (o las estaciones) rápido o lento, y por tanto ambos epítetos se aplican a las Horas. El curso de las estaciones (o las horas) es descrito simbólicamente por el baile de las Horas; y, junto con las Cárites, Hebe, Harmonía y Afrodita, acompañan las canciones de las Musas y el tañido de la lira de Apolo con su baile. Cuando Afrodita ascendió al Olimpo fueron las Horas quienes la recibieron y la engalanaron.

## Primera «generación»
Las nociones homéricas continuaron vigentes durante mucho tiempo, siendo consideradas las Horas como las dadoras de las diversas estaciones del año, especialmente de la primavera y el otoño, es decir, de la naturaleza en su florecimiento y madurez. En Atenas se adoraba desde tiempos muy antiguos a Talo (Θαλλώ), la Hora de la primavera, y Carpo (Κάρπω), la del verano. La Hora de la primavera acompañaba a Perséfone cada año en sus ascensos desde el inframundo, y la expresión «la cámara de las Horas se abre» equivalía a «llega la primavera». Los atributos de la primavera (flores, fragancia y grácil frescura) eran igualmente transferidos a las Horas, y de esta forma adornaban a Afrodita cuando esta surgía del mar, hacían una guirnalda de flores para Pandora, e incluso algunos objetos inanimados eran descritos como receptores de encantos característicos de las Horas. Por lo tanto, guardan gran parecido y son mencionadas junto con las Cárites, y ambas son frecuentemente confundidas o identificadas. Como fueron concebidas para fomentar la prosperidad de todo aquello que crece, aparecen también como las protectoras de la juventud y los dioses recién nacidos, y los jóvenes atenienses, al ser admitidos entre los efebos, mencionaban a Talo, entre otros dioses, en el juramento que prestaban en el templo de Aglauro.
El templo que estas dos Horas tenía en Atenas contenía también un altar dedicado a Dioniso Orto. Fueron igualmente adoradas en Argos, Corinto y Olimpia, principalmente entre granjeros rurales. En obras de arte, las Horas eran representadas como bellas y saludables doncellas, portando los diferentes productos de las estaciones, rodeadas de flores de colores vivos y abundante vegetación, u otros símbolos de fertilidad.

## Segunda «generación»
Como en muchos otros casos, en las Horas puede verse una transición gradual desde nociones puramente físicas a éticas, y la influencia que originalmente tenían sobre la naturaleza en general fue posteriormente trasladada a la vida humana en particular, como diosas de la ley y el orden que mantenían la estabilidad de la sociedad. El primer signo de este cambio aparece ya en Hesíodo, quien las describe en su Teogonía dando a un país buenas leyes, justicia y paz, las llama hijas de Zeus y Temis. Pero las ideas éticas y físicas no se mantienen siempre separadas, y a menudo se mezclan unas con las otras, como en Píndaro. Desde entonces se consideró a las Horas una tríada, al igual que las Moiras o Parcas y las Cárites o Gracias:

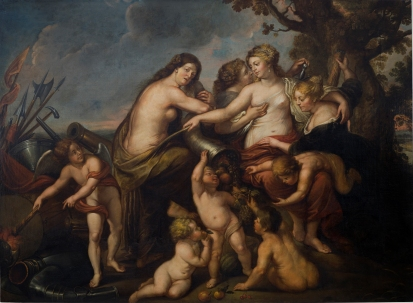
Alegoría de la Paz y la felicidad del Estado. En esta obra aparecen Eunomia (el buen gobierno), Dice (la justícia) y Irene, esta última al centro encarnando la idea de la Paz. Obra que pertenece al Taller de Rubens y conservada en la Biblioteca Museo Víctor Balaguer

- Eunomia (Ευνομια, «buen orden») era la diosa de la ley y la legislación. La misma diosa o una diferente de igual nombre puede haber sido hija de Hermes y Afrodita.
- Dice (Δικη, «justicia») era la diosa de la justicia moral. Presidía sobre la justicia humana, haciendo su madre (Temis) lo propio con la justicia divina. Dice había nacido mortal y Zeus la situó en la tierra para mantener la justicia entre la humanidad. Pero pronto aprendió que esto era imposible, y la situó junto a él en el Olimpo.
- Irene (Ειρήνη, «paz»), cuya equivalente en la mitología romana era Pax, era la personificación de la paz y la riqueza, y era representada en el arte como una joven y bella mujer llevando una cornucopia, un cetro y una antorcha o ritón.

«A cada una de las llamadas Horas Zeus confió la misión que correspondía a su nombre y la de ordenar la vida de los hombres con vistas a que alcanzaran los objetivos más ventajosos, ya que nada tiene más posibilidades para procurar una vida feliz que el respeto a las leyes (eunomía), la justicia (díkē) y la paz (eirếnē)».

## Nombres
Las fuentes varían en el nombre y número de las Horas. Pueden ser descritas como tres en número, o bien diez o incluso doce.
- Hesíodo dice que Zeus, en segundo lugar, se llevó como esposa a la brillante Temis y esta le parió a las tres Horas: Eunomía — Εὐνομία, «buen orden»— , Dike — Δίκη, «justicia»— y la floreciente Eirene — Ειρήνη, «paz»— , las cuales protegen las cosechas de los hombres mortales.[2]
- Pausanias dice que, en efecto, entre los atenienses honran desde antiguo a Carpo — Καρπώ, «fruto»—  y a otra diosa, que llaman Talo — Θαλλώ, «brote»—; a esta última le tributan honores juntamente con Pándroso.[10]
- Nono nos habla de las cuatro Estaciones: la Primavera (Εἴαρ, Eíar), el Verano (Θέρος, Théros), el Otoño (Φθινόφωρον, Phthinóporon) y el Invierno (Χειμών, Kheimốn).[11]
- Higino primero nos dice que por su parte, los nombres de las Horas, hijas de Júpiter (Zeus), hijo de Saturno (Crono), y de la titánide Temis, son éstos: Auxo — Αὐξώ, «crecimiento»— , Eunomía, Ferusa — Φέρουσα, «portadora»— , Carpo, Dice, Euporia — Ευπορια, «abundancia»— , Irene, Ortosia — Ορθωσια, «prosperidad»—  y Talo.[9]
- El mismo autor proporciona otro catálogo de nombres diferentes, diez en número (que corresponde a las horas en las que se divide la luz del día): Auge — Αυγη, «primera luz»— , Anátole — «amanecer»—, Música, Gimnástica, Ninfa, Mesembria — Μεσημβρια— , Esponde, Elete, Acte, Hésperide — atardecer— y Disis — ocaso— . De estos nombres Anátole y Gimnástica sólo son proporcionados por Higino, en tanto que algunos nombres, como Elete y Acte, están corruptos.[9]